# Gillian Gilbert

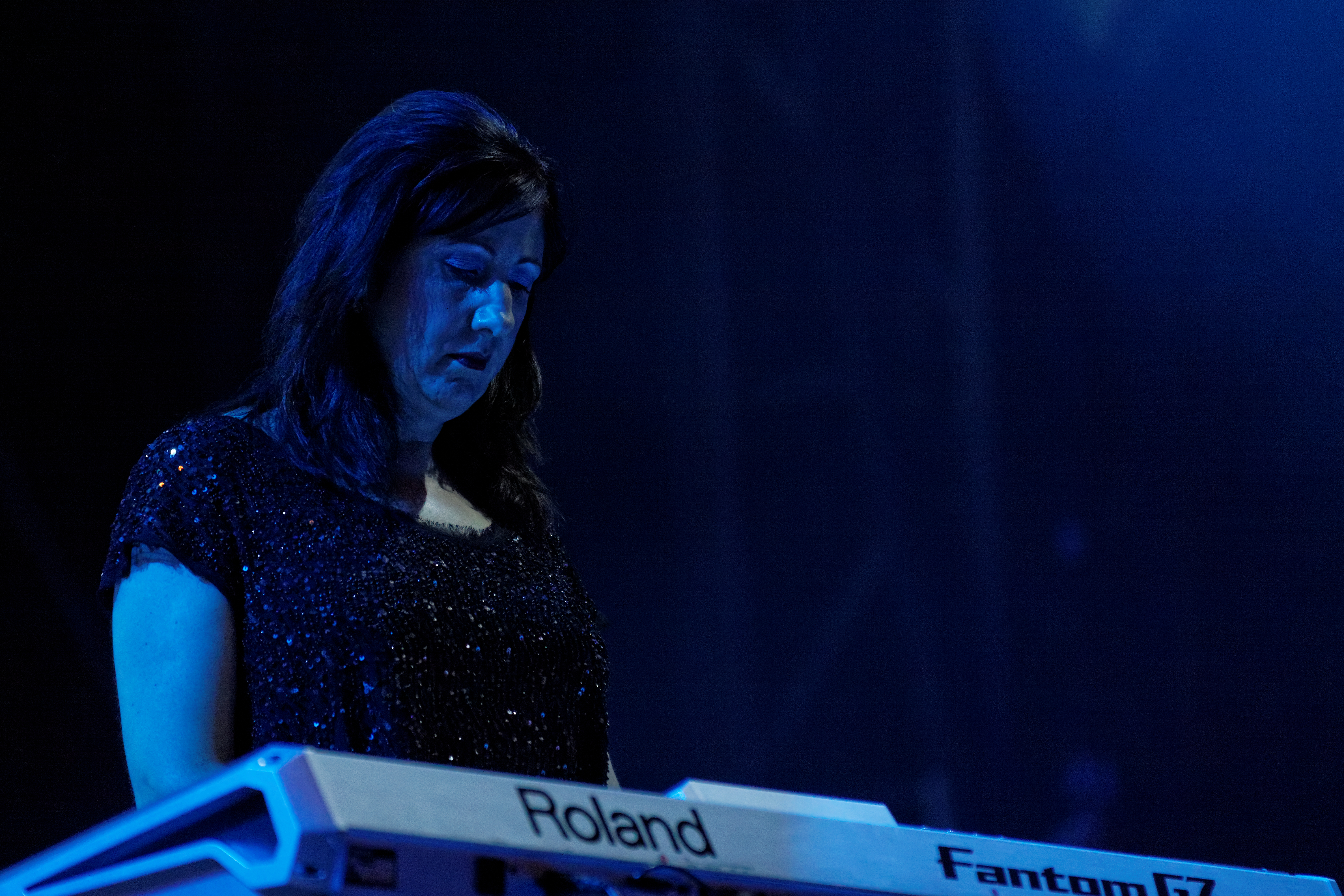
Gillian Gilbert, fête de l’Humanité 2012.

Gillian Gilbert (* 27. Januar 1961 in Whalley Range, Manchester) ist eine britische Musikerin und Mitglied der Musikgruppe New Order.

## Leben
Gilbert wurde 1980 Keyboarderin und Gitarristin der Elektro- und Synthiepopgruppe New Order. Diese wurde von den verbliebenen Mitgliedern der Band Joy Division gegründet, deren Sänger Ian Curtis kurz zuvor Suizid begangen hatte. Gillian Gilbert hatte bereits etwas Musikerfahrung, unter anderem mit einem eigenen Bandprojekt namens The Inadequates und war schon länger mit dem Joy-Division-Drummer Stephen Morris liiert.
In einem Interview erinnerte sich Gillian: „Ich hatte eigentlich von Joy Division noch nicht so viel gehört, dann lernte ich bei einem Auftritt von Joy Division Stephen kennen. Bei einem Auftritt von Joy Division in Liverpool wurde Ian von einer Flasche getroffen und ich sprang spontan als Gitarristin ein, obwohl ich kaum eine Note spielen konnte. Viele Monate später riefen mich die anderen an und sagten, Ian (Curtis) sei tot, und ob ich festes Bandmitglied einer neuen Band werden möchte.“ Die erste gemeinsam eingespielte Maxisingle von New Order sollte Ceremony mit Gillian Gilbert als Gitarristin werden. Zu diesem Zeitpunkt setzte die Gruppe noch auf die konventionelle Gruppierung Gesang, Gitarre, Bass und Schlagzeug. Da Sumner anfangs Schwierigkeiten hatte, zu singen und gleichzeitig Gitarre zu spielen, übernahm Gilbert kurzfristig die Gitarre von New Order. Erst bei den nachfolgenden Produktionen experimentierten New Order zunehmend mit Synthesizern und Keyboards und Gillian übernahm schließlich die Rolle der introvertierten Keyboarderin im Hintergrund und sorgte für den elektronischen Soundteppich. Überdies steuerte sie gesprochene Hintergrundstimmen bei zu den Alben Movement und Republic.
Gillian Gilbert ist mit dem New-Order-Mitglied Stephen Morris verheiratet und lebt in Macclesfield bei Manchester. Sie hatten ein gemeinsames, aber nicht ganz so erfolgreiches Bandprojekt „The Other Two“. Nach einer schweren Erkrankung der gemeinsamen Tochter zog sich Gillian jedoch eine Zeit lang aus dem aktiven Musikgeschäft zurück. Ihre Besetzung bei New Order übernahm 2001 Phil Cunningham. Gilbert trat gelegentlich als Gastmusikerin mit New Order auf und wirkte bei den Produktionen der Gruppe mit. 2011 stieg sie wieder voll ein.